# Mari Mendes
Mari Mendes (ur. 13 stycznia 1984 w São Paulo w Brazylii) – brazylijska siatkarka grająca jako przyjmująca. Obecnie występuje w drużynie Lokomotiv Baku.

## Kariera
| Klub                            | Kraj             | Od        | Do        |
| ------------------------------- | ---------------- | --------- | --------- |
| Esporte Clube Pinheiros         | Brazylia         | 2004–2005 | 2004–2005 |
| Associação Desportiva Brusque   | Brazylia         | 2005–2006 | 2005–2006 |
| Minas Tênis Clube               | Brazylia         | 2006–2007 | 2006–2007 |
| Pink Spiders                    | Korea Południowa | 2007–2008 | 2007–2008 |
| Roma Pallavolo                  | Włochy           | 2008–2009 | 2009–2010 |
| Desportiva e Cultural Metodista | Brazylia         | 2010–2011 | 2010–2011 |
| Dinamo Bukareszt                | Rumunia          | 2011–2012 | 2011–2012 |
| Lokomotiv Baku                  | Azerbejdżan      | 2012–2013 | …         |